# Arboretum Nový Dvůr
Arboretum Nový Dvůr je dendrologická zahrada nacházející se v Novém Dvoře, místní části obce Stěbořice v okrese Opava. Bylo založeno v roce 1958 na místě jednoho z dendrologicky nejcennějších parkových objektů ve Slezsku budovaných od roku 1906. V současné době je pracoviště organizačně začleněno do Slezského zemského muzea, jehož zřizovatelem je Ministerstvo kultury ČR.

## Původní zámecký park

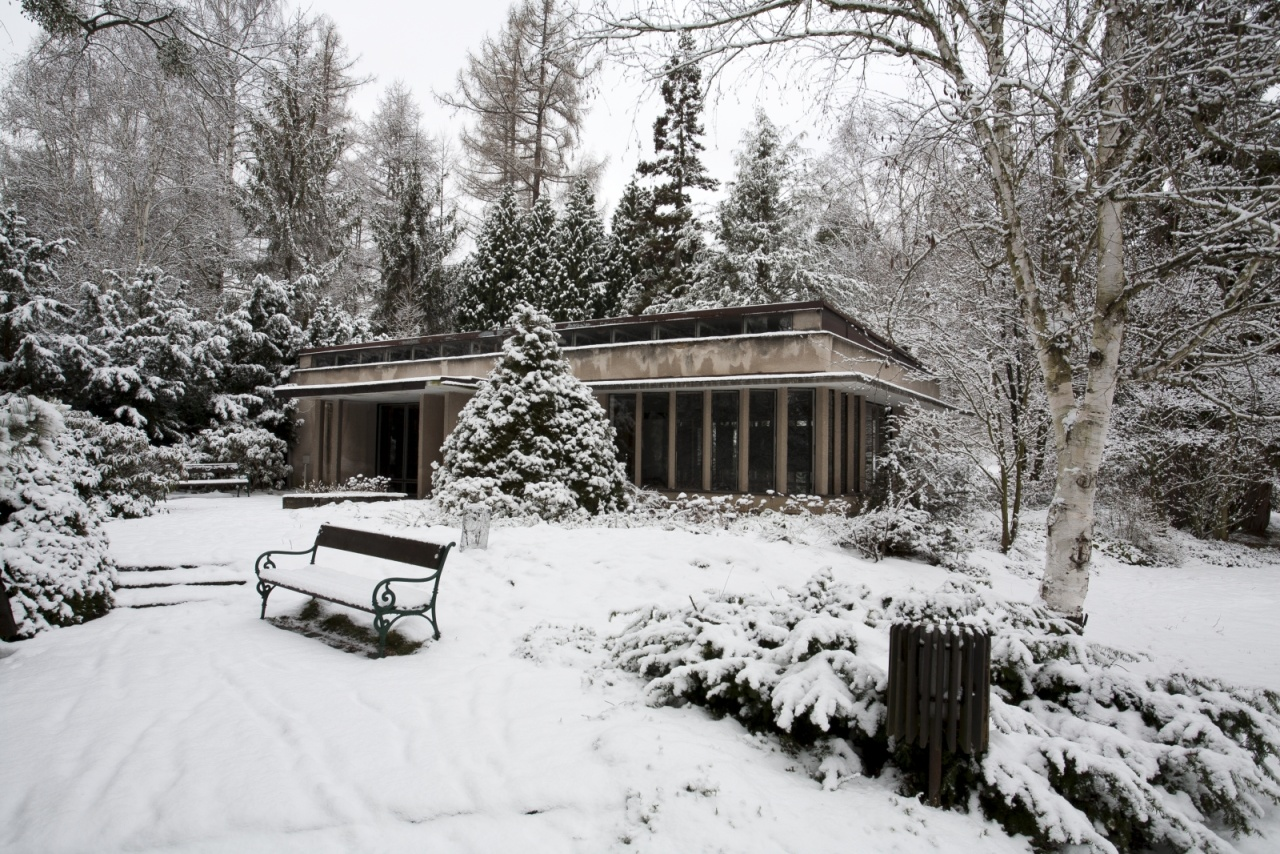
Arboretum v zimě

Vznik arboreta je úzce spjat s bývalým majitelem novodvorského panství Quido Riedlem (1878 - 1946). Za svého působení v Novém Dvoře u Opavy (1906-1928) vytvořil na nevelké ploše 1,8 ha s vytříbeným vkusem přírodně-krajinářský park, ve kterém bylo pěstováno na 500 druhů a kultivarů domácích a cizokrajných dřevin. Tento park se stal základem dnešního arboreta a tvoří dnes historickou část dendrologické expozice, která se rozšířila z původní plochy na 23 ha. V roce 1928 odchází Quido Riedel zpět do své rodné Bílé Lhoty u Litovle, kde na ploše necelých 3 ha buduje obdobně působivý park s bohatou sbírkou dřevin, jež se později stává základem Arboreta Bílá Lhota. Novodvorské panství přenechává své dceři Alžbětě Schubertové (roz. Riedlové) a zeti Walterovi Schubertovi, kteří se o park starají až do konce 2. světové války.
Odchodem Quido Riedla zahradně architektonická koncepce značně utrpěla, rozvoj kompozice stagnuje, dále se nerozvíjí a péče o park se omezuje pouze na nejnutnější údržbu. V poválečném období se v objektech a areálu novodvorského panství vystřídalo mnoho správců, načež park pozbyl odborného dohledu a následkem rychlé expanze plevelných dřevin zcela zpustl. Obrat ve vývoji novodvorského parku nastává až v roce 1958, kdy je tento dendrologicky cenný parkový objekt (včetně zahrady pod zámkem) postoupen Slezskému zemskému muzeu, a to zřizuje arboretum. S odstupem takřka 100 let je zde i dnes možné obdivovat výsadby douglasek, cedrů, cypříšků, zeravů a jalovců, ale také nejstarší výsadby pěnišníků. Řada cenných dřevin se dochovala v historické části do dnešní doby a mnohé z nich jsou významnými introdukcemi v Evropě i v ČR (Acer palmatum, Gleditsia triacanthos, Decaisnea fargesii, Abies pinsapo, Cedrus atlantica, Pieris japonica aj.).

## Dendrologická expozice „Dřeviny pěti světadílů“

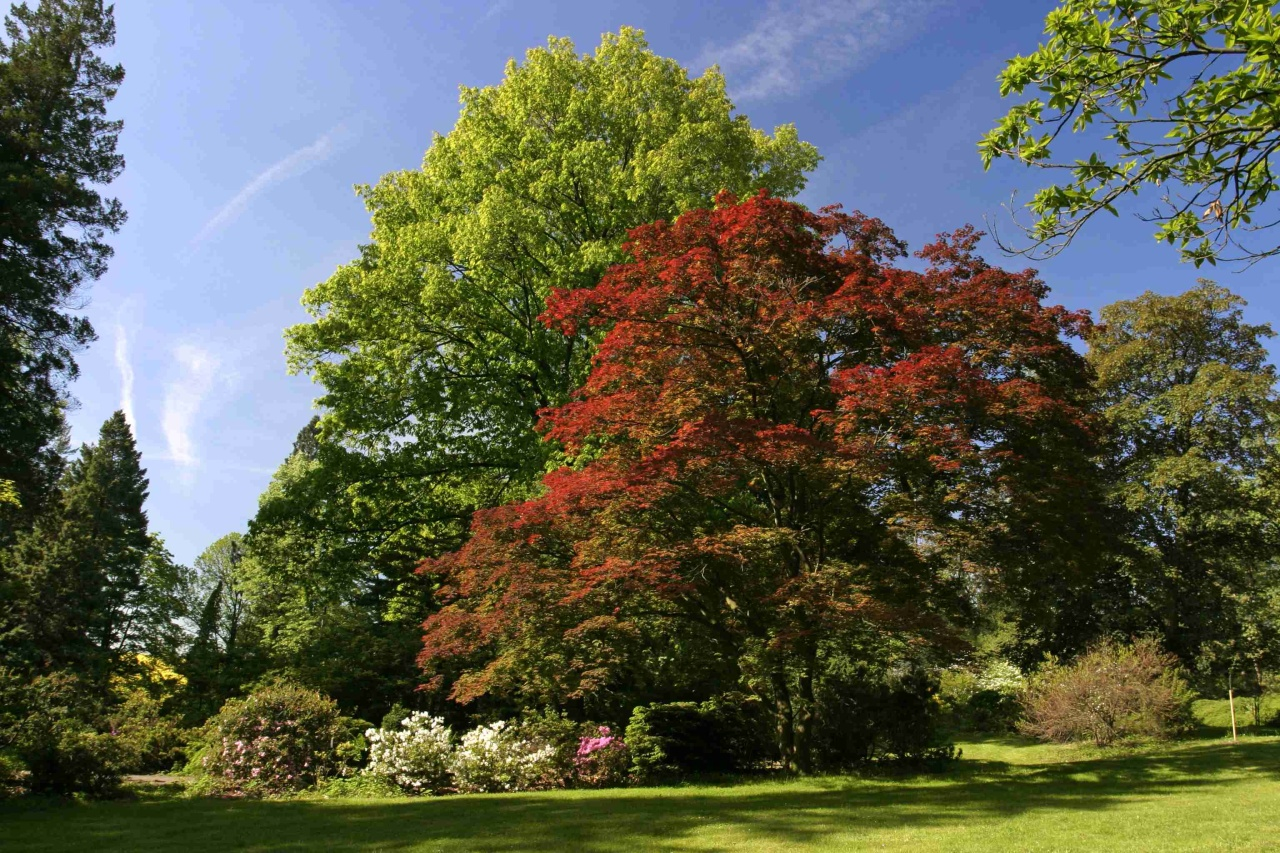
Arboretum Nový Dvůr - areál

Rozvoj dendrologické expozice novodvorského arboreta započal v roce 1958 rozsáhlou sanací zanedbaného zámeckého parku. Pěstební zásahy byly zaměřeny především na ošetření a uvolnění cenných sbírkových dřevin, odstranění dřevin náletových či silně poškozených a celkovou obnovou původní parkové kompozice. Díky rychlému postupu sanačních prací bylo možno dendrologickou expozici arboreta zpřístupnit veřejnosti již v roce 1959. Velkolepý rozvoj však zaznamenala především v letech 1960-1964, kdy byl stávající sortiment pěstovaných dřevin poprvé obohacen o nové introdukované taxony. V letech 1965-1969 byl vystavěn vstupní areál s parkovištěm, výstavní pavilón, hospodářské zázemí a hlavní síť parkových komunikací. Nové výsadby vyžadovaly stále nové prostory, a tak byla rozloha parku postupně navyšována až na současných 23 ha.
Historická část dendrologické expozice je pojednaná v přírodně krajinářském duchu a vedle sbírkové hodnoty zastoupených dřevin je nesmírně cenná jedinečnost řešení zahradně architektonické kompozice. Základní kostru parkové kompozice zde tvoří vzrostlé, solitérně či skupinkově rostoucí borovice “Heraltického ekotypu“, popřípadě její rozvolněné porosty, které se střídají s otevřenými prostory trávníkových ploch. Kompoziční řešení skýtá unikátní průhledy na kombinace dřevin, vzájemně kontrastující svou strukturou, texturou, habitem, podzimním vybarvením či barvou a intenzitou kvetení. Nově zakládané části dendrologické expozice již vychází ze zcela odlišné koncepce. Celková kompozice je zde podřízena členění parku do geografických celků pod názvem „Dřeviny pěti světadílů“ utvářených z druhů geograficky příbuzných.

## Skleníková expozice tropických a subtropických rostlin
Již v roce 1960, tedy záhy po vzniku arboreta, byla v provizorních podmínkách dvou malých pěstebních skleníků zpřístupněna nevelká sbírka čítající zhruba 200 druhů tropických a subtropických rostlin. V letech 1967-1970 došlo k výstavbě rozsáhlého skleníkového areálu s expozicí subtropických a tropických rostlin na ploše 1300 m², která sloužila návštěvníkům po dobu 30 let. Z důvodu špatného technického stavu těchto skleníků byl zpracován projekt na výstavbu nového skleníkového areálu, který však byl zrealizován pouze částečně, a to výstavbou pěstebního skleníku a provozního zázemí.
Výstavba expoziční části byla pozastavena z důvodu úsporných vládních nařízení. Na sklonku roku 2000 bylo přistoupeno k přemístění botanické sbírky do nově vybudovaných pěstebních skleníků a následně došlo k demolici starého skleníkového areálu. Teprve až v roce 2010 byla pro veřejnost zpřístupněna část pěstebního skleníku formou menší skleníkové expozice se sbírkou tropických a subtropických rostlin. Výstavní plocha vznikla v prostoru bývalé pracovny a přilehlé skleníkové kóje. Celková rozloha činí zhruba 220 m².

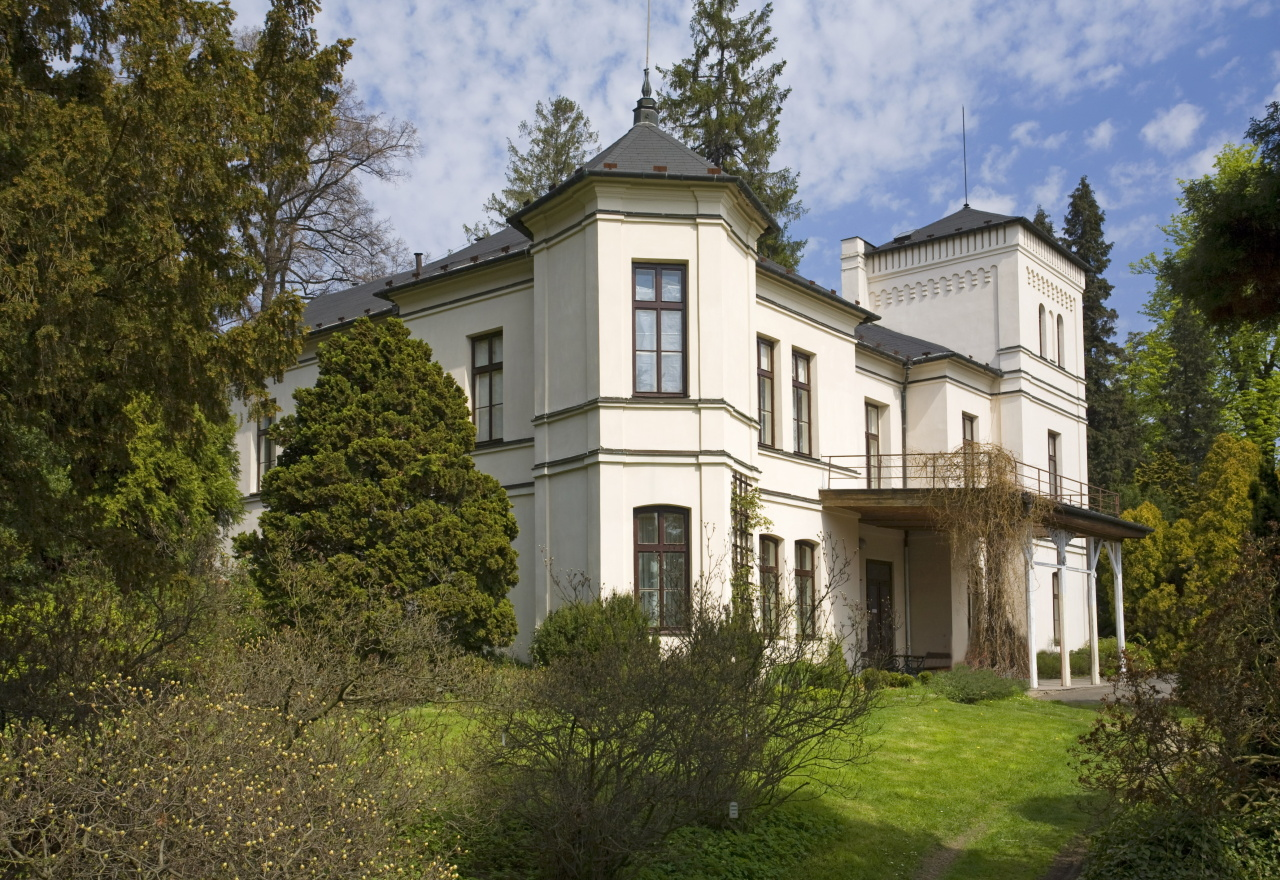
Arboretum Nový Dvůr - zámeček

### Starý zámek a hospodářský dvůr
Starý zámek si nechal patrně vystavět tehdejší majitel novodvorského panství Ludvík Klettenhof již před rokem 1836. Budova stála v čele hospodářského dvora s čtvercovým nádvořím, zhruba 100 metrů východně od nového zámku a od jihu k ní vedla cesta lemovaná alejí. Jednalo se o nevelkou empírovou stavbu. Z dlouhého přízemního křídla vystupoval ve střední části jednopatrový rizalit, zakončený trojúhelníkovitým štítem. Fasáda rizalitu a okenní otvory vykazovaly úpravy v historizujícím slohu, patrně v provedené v souvislosti s výstavbou nového zámku. Po dokončení stavby nového zámku sloužil jako správní dům a byty statku. Chátrající a opuštěná budova starého zámku byla zbourána společně se severní části hospodářského dvora až na přelomu roku 1965/66. Do dnešní doby se dochovala pouze západní a jižní část hospodářských budov dvora. Dochovala se rovněž stará alej vedoucí ke dvoru.

## Nový zámek
Nový zámek v pseudorenesančním slohu si nechal vystavět baron Antonín Luft poté, co v roce 1862 získal novodvorské panství. Budova nového zámku má charakter obdélné jednopatrové budovy se třemi nárožními rizality, z nichž východní přechází ve dvoupatrovou věž a z jižního vybíhá patrový arkýř. V letech 1906-1928 byl zámek užíván Quido Riedlem, poté přenechal novodvorské panství se zámkem své dceři Alžbětě a zeti Walterovi Schubertovi. V roce 1945 byl zámek zkonfiskován státem. V poválečném období se v zámku usídlila Charita z Ostravy (1947-48), v letech 1952-1954 byl užíván jako strojní traktorová stanice, od roku 1955 jako sídlo MNV a teprve po roce 1958 jako správní budova nově zřízeného arboreta. Rozsáhlá rekonstrukce zámečku proběhla v letech 1964/65, v roce 1990 získala budova novou fasádu a střechu.

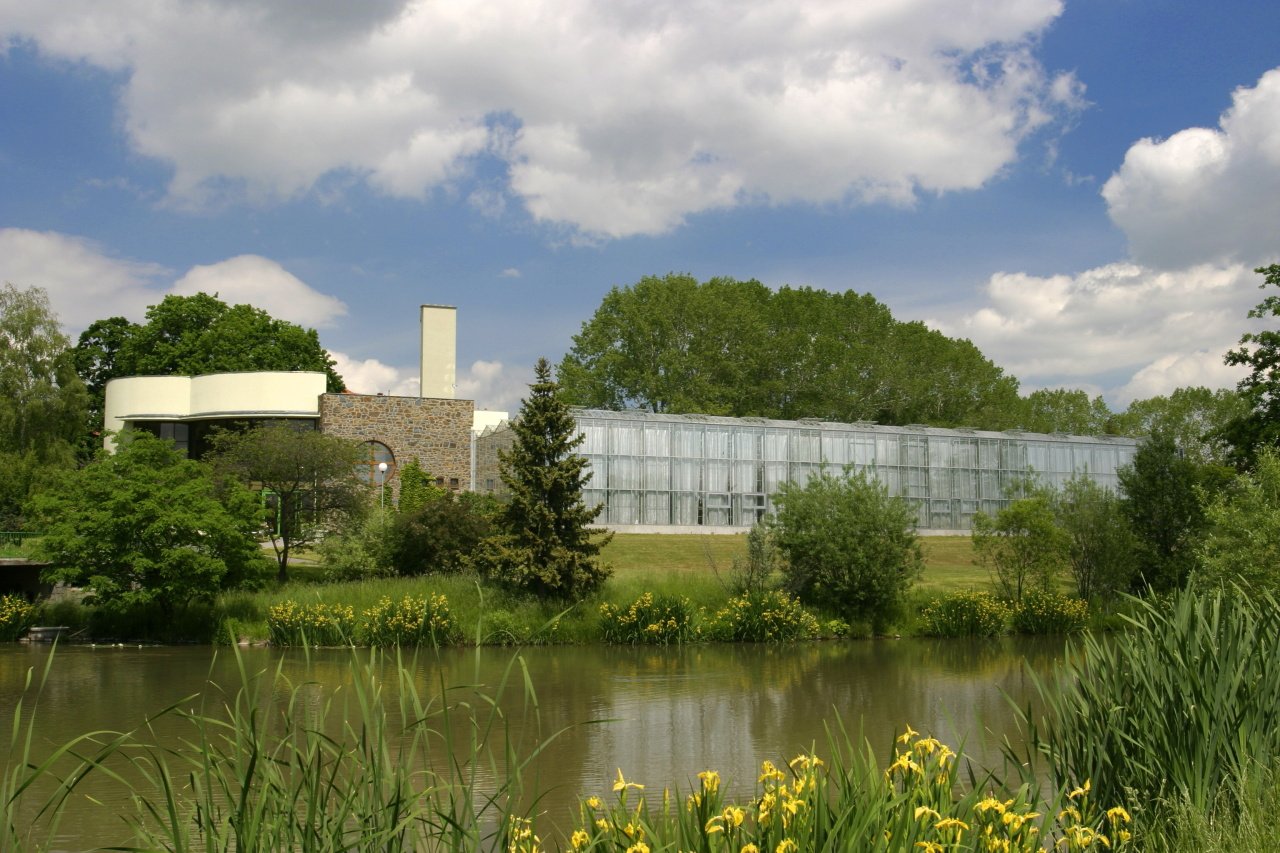
Arboretum Nový Dvůr - skleníková expozice

## Rybník
Rybník pravděpodobně vznikl v nejnižším místě lokality umělým vyhloubením až po terénních úpravách náspu cesty, kdy došlo k přehrazení pozemku náspem z lomového kamene. Od počátku sloužil jako neudržovaná nádrž s okolními podmáčenými pozemky a loukami, pravděpodobně jako místní nebeský "kačák". Po roce 1905 je již kulturně užitnou plochou, na březích byl osázen dřevinami či volně rostlými olšemi a vrbami. Původními majiteli byl rybník pravidelně udržován a architektonicky dotvořen malým ostrůvkem, uprostřed se vzrostlou smuteční vrbou Salix x sepulcralis. Kolem roku 1958 se však nachází ve značně neutěšeném stavu. Dnešní podobu získal až po roce 1960 zásadní úpravou půdorysu a odbahněním, kdy byl zcela vypuštěn, vybagrován, upraveny břehy a vytvořena mělčí litorální část. Rybník zůstal nadále nebeskou nádrží, kterou naplňovaly vodoteče dešťové vody. Sloužil jako zdroj užitkové vody pro pěstební zázemí školek okrasných dřevin a po roce 1970 i jako zdroj zálivkové vody skleníkové expozice. V suchých letech se užívalo vody z rybníka rovněž pro závlahu výsadeb v dendrologické expozici.
V letech 1976 až 1985 zde probíhaly pokusy s výsadbami vodních rostlin, zejména sortimentu leknínů. Vždy zde byla osádka kaprů a jiných ryb, které se časem obnovovaly výlovy a novými osádkami. Na rybníku byl v té době zaveden chov bílých a černých labutí. V letech 1997–1998 byla provedena kompletní rekonstrukce rybníka, jeho odbahnění a regulace břehů. Zbudován byl rovněž přivaděč z údolní nádrže potoka Velká o délce 800 m, vedoucí po jihozápadní hranici areálu arboreta, který se stal pro rybník hlavním zdrojem užitkové vody.

## Současná expozice

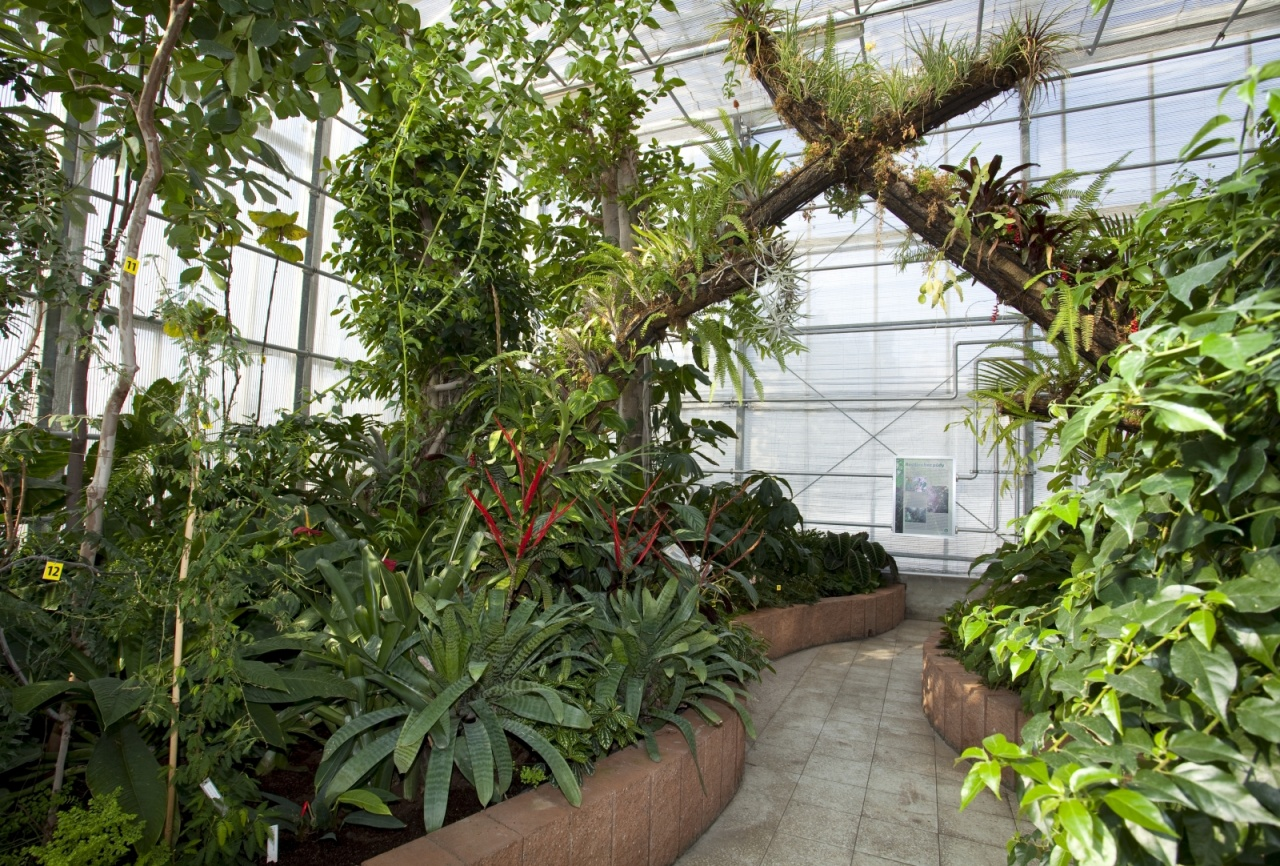
Skleníková expozice tropických a subtropických rostlin

### Skleníková expozice tropických a subtropických rostlin
Expozice tropických a subtropických rostlin si klade za cíl zpřístupnit široké veřejnosti část z rozsáhlých skleníkových sbírek Arboreta Nový Dvůr. V expozici je soustředěno bezmála 280 druhů rostlin ze 70 čeledí. Na nevelké ploše čítající zhruba 220 m² lze vedle sebe zhlédnout geograficky svébytné rostlinné formace americké, africké, australské a asijské flóry tropických deštných, tropických poloopadavých a opadavých lesů.

### Dendrologická expozice „Dřeviny pěti světadílů“
Dendrologická expozice se rozkládá na ploše 23 ha a v současné době je zde evidováno bezmála 7000 druhů a kultivarů domácích i cizokrajných rostlin. Arboretum je známo bohatými sbírkami vybraných rodů dřevin, zvláště pak javorů (Acer), kalin (Viburnum), pustorylů (Philadelphus), bříz (Betula) či vilínů (Hamamelis), ale také bohatým sortimentem zahradních kultivarů. V expozici arboreta se nachází rovněž rašeliniště, vřesoviště, písečné duny či skupina časně kvetoucích dřevin.